# 혈관면역모세포 T세포림프종
혈관면역모세포 T세포림프종(Angioimmunoblastic T celllymphoma, AITL)는 침입자를 감별하여 B세포로 항체 정보를 전달하는 림프절의 T세포 유전자 결함에 의한 면역조절 기능의 이상으로, 항체를 생성하는 림프구 B세포가 이상 증식해 생기는 질병이다. 바이러스 등의 감염체가 면역조절 기능을 파괴하여 유발될 수 있는 질환이다. 증후군으로 분류되다 면역조직화학염색법이 발전하면서 진단이 가능해진 질병으로 그 치료방법과 임상양상에 있어서 아직 밝혀지지 않은 점이 많다.

## 증상
림프절 구조의 부분적인 소실 및 다형 세포의 침윤과 비정상적 혈관증식 증상을 보인다. 주로 중년층 이상에서 나타나며, 림프절 비대, 간비종대 및 발열과 피부병변 등의 임상상을 나타내며 빈혈, 호산구 증가, 쿰스 테스트(Coombs test) 양성 및 고감마글로불린혈증 등의 면역 이상을 동반한다. 골수, 폐, 신장, 간, 비장 그리고 소화기에 이환될 수 있으며, 약 50%에서 피부 병변을 보인다. 이 중 피부 병변은 반구진성 또는 구진결절성 발진, 전신적인 점출혈, 홍색부종, 판 등의 다양한 소견을 나타내며 전형적인 증상이 없어 염증성 피부 질환이나 복합적으로 발병한 질환과 감별이 어렵다.